# قعر دریا
قعر دریا (اسپانیایی: El fondo del mar‎) یک فیلم کمدی-درام آرژانتینی به کارگردانی دامیان سیفرون است که در سال ۲۰۰۳ منتشر شد. از بازیگران این فیلم می‌توان به دانیل هندلر، دولورس فونسی، دیگو پرتی، ماریا ماروی و دانیل والنسوئلا اشاره کرد.